# Barnens ö (roman)
Barnens ö är en roman från 1976 av P C Jersild.

## Handling
Romanen handlar om elvaårige Reine som, i stället för att åka på kollo på Barnens ö, stannar ensam kvar i Stockholm. Dock tror hans mamma att han befinner sig på kollot. Reine tillbringar den långa sommaren i asfaltsdjungeln. Det finns viktigare saker att tänka på än Barnens ö, och det gäller att snabbt fundera ut svaren – för när man kommer i puberteten, blir man inte så klartänkt längre, resonerar Reine. 